# Ascomauritiana
Ascomauritiana är ett släkte av svampar. Ascomauritiana ingår i divisionen sporsäcksvampar och riket svampar.